# Sittardstraße 67 (Mönchengladbach)

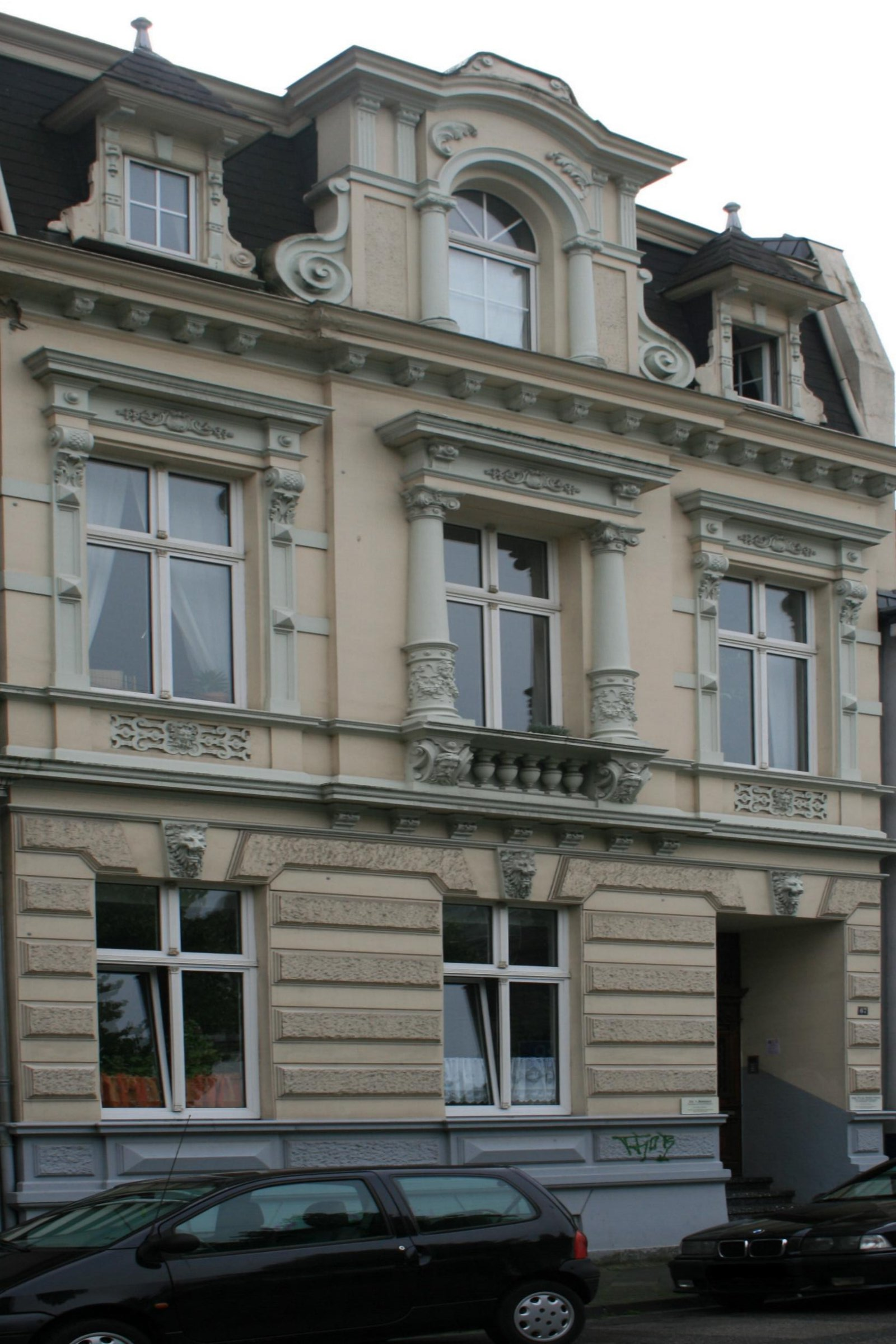
Wohnhaus (2010)

Das Wohnhaus Sittardstraße 67 steht im Stadtteil Gladbach in Mönchengladbach (Nordrhein-Westfalen).
Das Gebäude wurde in der Mitte des 19. Jahrhunderts erbaut. Es wurde unter Nr, S. 003 am 4. Dezember 1984 in die Denkmalliste der Stadt Mönchengladbach eingetragen.

## Lage
Das Objekt liegt im Ortsteil Speick unterhalb des Münsters, außerhalb der historischen Stadtmauer an der Verbindungsstraße von Mönchengladbach nach Rheydt.

## Architektur
Das Objekt liegt im Stadtteil Eicken innerhalb einer Baugruppe des Historismus der 1920er Jahre. Es handelt sich um ein zweigeschossiges Wohnhaus der Jahrhundertwende mit einem ausgebauten Mansarddach.